# Beisebol nos Jogos Pan-Americanos
O torneio de beisebol nos Jogos Pan-Americanos é considerado, há muito tempo, um dos principais eventos internacionais deste esporte no mundo, tal qual ocorrer aos Jogos Olímpicos. Isso ocorre porque o nível de competição é mais elevado, onde tradicionalmente apenas duas equipes das Américas podiam se classificar.
Cuba tem dominado o torneio desde o seu início. Os cubanos colocam em campo seus jogadores mais fortes, enquanto os americanos enviam jogadores universitários, já que o calendário não permite a participação de jogadores da MLB. Em 2013, um torneio feminino foi adicionado ao programa, disputado pela primeira vez nos Jogos Pan-Americanos de 2015, com um total de sete equipes masculinas e cinco femininas competiram em cada torneio, respectivamente.
Em 2019 e 2023, o torneio feminino não foi realizado, enquanto o torneio masculino encolheu para 8 equipes participantes.

## Torneio masculino
| Ano           | Sede             | Medalhistas          | Medalhistas          | Medalhistas    | Medalhistas    |
| Ano           | Sede             | Ouro                 | Prata                | Bronze         | Bronze         |
| ------------- | ---------------- | -------------------- | -------------------- | -------------- | -------------- |
| 1951 Detalhes | Buenos Aires     | Cuba                 | Estados Unidos       | México         | México         |
| 1955 Detalhes | Cidade do México | República Dominicana | Estados Unidos       | Venezuela      | Venezuela      |
| 1959 Detalhes | Chicago          | Venezuela            | Porto Rico           | Estados Unidos | Estados Unidos |
| 1963 Detalhes | São Paulo        | Cuba                 | Estados Unidos       | México         | México         |
| 1967 Detalhes | Winnipeg         | Estados Unidos       | Cuba                 | Porto Rico     | Porto Rico     |
| 1971 Detalhes | Cali             | Cuba                 | Estados Unidos       | Colômbia       | Colômbia       |
| 1975 Detalhes | Cidade do México | Cuba                 | Estados Unidos       | Venezuela      | Venezuela      |
| 1979 Detalhes | San Juan         | Cuba                 | República Dominicana | Porto Rico     | Porto Rico     |
| 1983 Detalhes | Caracas          | Cuba                 | Nicarágua            | Estados Unidos | Estados Unidos |
| 1987 Detalhes | Indianápolis     | Cuba                 | Estados Unidos       | Porto Rico     | Porto Rico     |
| 1991 Detalhes | Havana           | Cuba                 | Porto Rico           | Estados Unidos | Estados Unidos |
| 1995 Detalhes | Mar del Plata    | Cuba                 | Nicarágua            | Porto Rico     | Porto Rico     |
| 1999 Detalhes | Winnipeg         | Cuba                 | Estados Unidos       | Canadá         | Canadá         |
| 2003 Detalhes | Santo Domingo    | Cuba                 | Estados Unidos       | México         | México         |
| 2007 Detalhes | Rio de Janeiro   | Cuba                 | Estados Unidos       | México         | Nicarágua      |
| 2011 Detalhes | Guadalajara      | Canadá               | Estados Unidos       | Cuba           | Cuba           |
| 2015 Detalhes | Toronto          | Canadá               | Estados Unidos       | Cuba           | Cuba           |
| 2019 Detalhes | Lima             | Porto Rico           | Canadá               | Nicarágua      | Nicarágua      |
| 2023 Detalhes | Santiago         | Colômbia             | Brasil               | México         | México         |
| 2027 Detalhes |                  | A disputar           | A disputar           | A disputar     | A disputar     |

### Premiações
| Ordem | País                 | Medalha de ouro | Medalha de prata | Medalha de bronze | Total |
| ----- | -------------------- | --------------- | ---------------- | ----------------- | ----- |
| 1     | Cuba                 | 12              | 1                | 2                 | 15    |
| 2     | Canadá               | 2               | 1                | 1                 | 4     |
| 3     | Estados Unidos       | 1               | 11               | 3                 | 15    |
| 4     | Porto Rico           | 1               | 2                | 4                 | 7     |
| 5     | República Dominicana | 1               | 1                | 0                 | 2     |
| 6     | Venezuela            | 1               | 0                | 2                 | 3     |
| 7     | Colômbia             | 1               | 0                | 1                 | 2     |
| 8     | Nicarágua            | 0               | 2                | 2                 | 4     |
| 9     | Brasil               | 0               | 1                | 0                 | 1     |
| 10    | México               | 0               | 0                | 5                 | 5     |
| Total | Total                | 19              | 19               | 20                | 58    |

## Torneio feminino
| Ano           | Sede    | Medalhistas    | Medalhistas | Medalhistas |           |
| Ano           | Sede    | Ouro           | Prata       | Bronze      | Bronze    |
| ------------- | ------- | -------------- | ----------- | ----------- | --------- |
| 2015 Detalhes | Toronto | Estados Unidos | Canadá      | Venezuela   | Venezuela |

### Premiações
| Ordem | País           | Medalha de ouro | Medalha de prata | Medalha de bronze | Total |
| ----- | -------------- | --------------- | ---------------- | ----------------- | ----- |
| 1     | Estados Unidos | 1               | 0                | 0                 | 1     |
| 2     | Canadá         | 0               | 1                | 0                 | 1     |
| 3     | Venezuela      | 0               | 0                | 1                 | 1     |
| Total | Total          | 1               | 1                | 1                 | 3     |